# Superskurk
En superskurk er en fiktiv forbryder udover det sædvanlige. Superskurke er modstykket til superhelte og kæmper ofte mod disse i disses tegneserier, tegnefilm, film, spil etc.
Superskurkene er imidlertid væsentlig ældre end superheltene. Den første John Devil så således dagens lys i en roman fra 1862 af Paul Féval, père. Siden fulgte adskillige andre i bøger og film. Deres modstandere var og er ikke nødvendigvis superhelte i traditionel forstand men lige så ofte "almindelige" mennesker som James Bond og Sherlock Holmes.

## Superskurke i tegneserier, tegnefilm etc.
Ligesom for superhelte findes der et bredt spektrum af superskurke, men en række karakteristiske træk går ofte igen og er i flere tilfælde identiske med superheltenes:
- Ekstraordinære kræfter og egenskaber, mestring af relevante færdigheder og/eller avanceret udstyr. Superkræfter varierer bredt, men overmenneskelig styrke, flyveevne og overnaturlige evner er ofte set. Nogle superskurke som Shredder har ingen superkræfter men mestrer færdigheder som kampkunst. Andre som Lex Luthor er højt intelligente og dygtige opfindere og teknikere.
- En lav moral, inklusiv villighed til at risikere sine nærmeste eller om nødvendigt hele planeter i egne interesser.
- Nogle superskurke har en speciel motivation f.eks. drømmen om verdensherredømmet eller hævn over bestemte personer. Andre som Jokeren er mere eller mindre gale. For mange synes drivkraften dog at være kriminaliteten i sig selv, eller hvad den aktuelt kan indbringe.
- Hemmelige identiteter ses sjældent og kun i få tilfælde som i Powerpuff Pigerne ses glimt af superskurkenes privatliv. Ikke fordi de ikke har et privatliv, men fordi deres primære funktion i serierne er som udarbejdere og udførere af forbrydelser.
- De fleste, men ikke alle, superskurke har et beskrivende eller metaforisk kodenavn, når de optræder offentligt.
- Et iøjnefaldende og let genkendeligt kostume, der ofte tiltrækker opmærksomhed og kun sjældent har til hensigt at skjule bærerens identitet. Nogle som Lex Luthor bruger dog ikke kostume.
- Et underliggende tema som har indflydelse på skurkens navn, kostume, genstande og andre aspekter af vedkommendes karakter.
- Faste håndlangere med forskellige specielle evner. Af og til er der konflikter mellem superskurken og håndlangerne, hvilket nogle gange kan være til superheltenes fordel. Men ofte vil håndlangerne vil sinke superheltene og forsøge at forhindre disse i at konfrontere superskurken og stoppe dennes plan.
- Efter behov et større antal fodfolk der tager sig af forskellige praktiske ting og under kamp har til opgave at holde politi, militær og superhelte stangen. For sidstnævnte ender de dog ofte med at tjene som kanonføde.
- En bestemt superhelt de ofte kæmper imod, hvilket dog ikke forhindrer dem i også at kæmpe mod andre.
- Finansieringen af planer og aflønning af fodfolk står ofte hen i det uvisse. I enkelte tilfælde kendes baggrunden som f.eks. Dr. Doom, der som statsleder har sit lands ressourcer til rådighed. For andre må det stamme fra vellykkede forbrydelser.
- Forladte pakhuse og andre skumle steder synes ofte at være superskurkenes udgangspunkt. Mange skjulesteder er flygtige og bliver ikke sjældent ødelagt under kamp. Nogle superskurke har dog faste baser.
- Konsekvent nederlag til superheltene med flugt eller fængselsophold til følge. Som oftest er de dog hurtigt tilbage, klar til nye ondskabsfuldheder.
- En oprindelseshistorie som forklarer omstændighederne, der gav superskurken sine egenskaber, såvel som vedkommendes motivation for at blive skurk. Mange oprindelseshistorier indeholder tragiske hændelser eller ulykker, som resulterede i udviklingen af superkræfter. I nogle tilfælde kan en superhelt utilsigtet have været årsagen og derved gjort sig til superskurkens mål.

Mange superskurke arbejder på egen hånd, men en del suppleres af håndlangere og fodfolk. Grupper som Royal Flush Gang ses sjældent, men nogle gange danner et antal superskurke et team for at bekæmpe superheltene. Disse teams kan være slagkraftige men er dog som oftest kortvarige, da superheltene konsekvent overvinder dem i sidste ende.

### Eksempler på superskurke
- Jokeren
- Catwoman
- Dr. Doom
- Lex Luthor
- Mr. Mxyzptlk
- Brainiac
- Mojo Jojo
- Magneto

## "Almindelige" superskurke
Det er ikke alle superskurke, der har superkræfter eller overnaturlige evner. I talrige bøger og film optræder således superskurke, der som udgangspunkt er ganske almindelige mennesker. Blot adskiller de sig fra almindelige forbrydere ved at besidde en eller flere af følgende:
- Usædvanlige stor fysisk styrke.
- Overlegne evner i kampsport.
- Usædvanligt højt intelligensniveau.
- Usædvanlige våben og hjælpemidler.
- Tilsyneladende ubegrænsede økonomiske og materielle ressourcer.
- De til enhver tid nødvendige håndlangere og fodfolk.

### Eksempler på "almindelige" superskurke
- Ernst Stavro Blofeld
- Diverse James Bond-skurke
- Professor Moriarty
- Fu Manchu